# Adine Masson
Françoise "Adine" Masson (nascida no fim do século XIX) foi uma tenista francesa.
Foi a primeira campeã feminina de Roland Garros de simples, vencendo P. Girod, 6–3, 6–1, em 1987.

## Grande Slam finais

### Simples (5 títulos)
| Ano  | Torneio           | Oponente            | Placar        |
| 1897 | Roland Garros     | P. Girod            | 6-3, 6-1      |
| 1898 | Roland Garros (2) |                     |               |
| 1899 | Roland Garros (3) |                     |               |
| 1902 | Roland Garros (4) | P. Girod            |               |
| 1903 | Roland Garros (5) | Kate Gillou Fenwick | 6-0, 6-8, 6-0 |

### Simples (1 vice)
| Ano  | Torneio       | Oponente    | Placar   |
| 1904 | Roland Garros | Kate Gillou | 6-3, 6-1 |